# Agrotis irroratapallida
Agrotis irroratapallida là một loài bướm đêm trong họ Noctuidae.